# 사랑보다 강한 것
"사랑보다 강한 것"은 1966년 공개된 대한민국의 영화이다.

## 배역
- 김진규
- 고은아
- 조미령
- 정애란
- 한은진